# Hybos crassatus
Hybos crassatus är en tvåvingeart som beskrevs av Saigusa och Yang 2003. Hybos crassatus ingår i släktet Hybos och familjen puckeldansflugor. Inga underarter finns listade i Catalogue of Life.